# Antoninov zid
Antoninov zid je utvrđena rimska granica koja se sastoji od zida koji se proteže 63 km u središnjoj Škotskoj, od zaljeva Firth of Forth na Sjevernom moru i zaljeva Firth of Clyde u Irskom moru. Zid od kamena i ćerpiča je bio visok oko 3, a širok oko 5 m, s iskopanim dubokim jarkom sa sjeverne strane. God. 2008., zajedno s već upisanim drugim lokalitetima nazvanim Granice Rimskog Carstva (Hadrijanov zid i Limes Germanicus), upisan je na UNESCO-ov popis mjesta svjetske baštine u Europi.

## Povijest
Zid su izgradili Rimljani od 142. do 154. god. po zapovijedi rimskog cara Antonina Pija koji je želio napraviti stabilniju granicu prema ratobornim Kaledoncima na sjeveru. Zid je bio zaštićen s 16 utvrda i brojnim tornjevima, a vojnici su ih opskrbljivali "vojnim putem" s južne strane zida. Uz njega se nalaze brojna vojna groblja s memorativnim natpisima od kojih su 22 sačuvani.
Zid je napušten nakon samo 22 godine uporabe i rimske legije su se vratile južno do Hadrijanovog zida. God. 208., rimski car Septimije Sever je obnovio legije i naredio obnovu zida, te ga nazivaju i Severovim zidom. No, napušten je samo par godina poslije i nikada više nije obnovljen. Većina zida i njegovih fortifikacija su uništene tijekom vremena, ali su neki dijelovi još uvijek vidljivi.
U srednjem vijeku su ga zvali Grimova brana (Grim's Dyke) prema djedu mitskog kralja Eugenija. Kako se u nekim dijelovima Škotske đavo naziva Graeme, zid je bio poznat i kao Đavolji zid.

## Vanjske poveznice
- http://www.antoninewall.org/
- https://web.archive.org/web/20061201223023/http://www.antonineway.co.uk/